# باگسواری (بنگلادش)
باگسواری (به لاتین: Bageswari) یک روستا در بنگلادش است که در استان باریسال و در ناحیه باریسال واقع شده‌است.